# Rosa Poppe

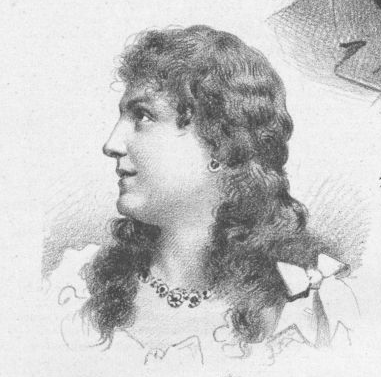
Rosa Poppe, Porträt von Ignaz Eigner aus dem Jahr 1890

Rosa Poppe (* 9. September 1867 in Pest; † 1. Februar 1940 in Zürich) war eine Theaterschauspielerin.

## Leben
Laut Ludwig Eisenberg war Rosa Poppe die Tochter eines Hotelbesitzers und beschloss, nachdem dieser verarmt war, als Schauspielerin ihr Geld zu verdienen. Sie nahm Schauspielunterricht bei Franz Deutschinger und begann ihre Bühnenlaufbahn als Statistin und in kleinen Rollen am Deutschen Theater in Budapest. Danach arbeitete sie in Wien am Carltheater, ging dann nach Ischl und 1886 ans Stadttheater Augsburg und gelangte über Hamburg nach Berlin. 1889 debütierte Rosa Poppe, die zusammen mit Adalbert Matkowsky dort engagiert worden war, an der Königlichen Bühne in Berlin als Lady Milford in Kabale und Liebe. Theodor Fontane schrieb in seiner Kritik zwar, sie befinde sich mit ihrer „wandelbildartige[n] Vorführung allgemein gekannter und allgemein als interessant geltender weiblicher Bühnengestalten“ auf einem Irrweg, bescheinigte ihr aber dennoch Talent. „Die Poppe“ wird auch in seinem Roman Der Stechlin erwähnt und dort als „vorzüglich“ bezeichnet.
Als Heroine des Königlichen Schauspielhauses in Berlin spielte sie unter anderem die Hermione und die Thusnelda in der Hermannsschlacht. Poppe war bis 1914 festes Bühnemitglied des Königlichen Schauspielhauses, gab aber auch Gastspiele auf anderen Bühnen.
In Stuttgart war sie 1894 während einer Gastspielreise von Louise Dumont nach St. Petersburg engagiert. Sie spielte dort unter anderem die Titelfigur in Maria Stuart und die Natalie. 1905 war sie in Osnabrück unter anderem als Sappho in Franz Grillparzers gleichnamigem Bühnenstück zu sehen.
Anlässlich eines Auftritts in Köln in dem Stück Fédora von Victorien Sardou wurde sie als „starke, die Tiefe einer Aufgabe erschöpfende Künstlerin“ bewertet. Allerdings fuhr der Kritiker fort: „Ihre Spielweise giebt  aber doch zu grundsätzlichen Erörterungen Anlaß [...]“
Um 1905 wurde die Schauspielerin Louise oder Luise Willig aus Wiesbaden engagiert, die Poppe mehr und mehr zu verdrängen schien. Darauf reagierte die Presse z. T. empfindlich; Siegfried Jacobsohn etwa sprach von Aufopferung Rosa Poppes, obwohl er andererseits an deren Sprechstil einiges auszusetzen hatte.
In den späteren Jahren ihrer Karriere wurde Poppe als „hysterisch, zapplig, larmoyant“ empfunden; schließlich sei sie im Manierismus „erstarrt“.
Rosa Poppe heiratete Johann Leva, der am 18. Februar 1931 im Tessin verstarb. Später entwickelte sich ein Erbschaftsstreit und ein langwieriger Prozess. Rosa Poppe hatte gesetzliche Erben, denen ihr Nachlass zustand, und hatte ihrer Schwägerin Nicolina Peer-Leva offiziell nur Papiere ihres verstorbenen Gatten vermacht. Levas Schwester berief sich aber auf mündliche Versprechungen Rosa Poppes, die ihr eine Schenkung habe zukommen lassen wollen. Die gesetzlichen Erben überließen ihr daraufhin eine Summe von netto 9000 Schweizer Franken. Später gab es aber Irritationen: Etwa eine Woche vor dem Tod der einstigen Schauspielerin war in einer Luganer Bank auf den Namen ihrer Schwägerin ein Tresorfach gemietet worden, in dem man später einige Royal-Dutch-Aktien fand, die im Erbschaftsvermögen vermisst worden waren. Es kam zu einem Strafverfahren, in dessen Verlauf Nicolina Peer-Leva aussagte, sie habe diese Aktien von Rosa Poppe geschenkt bekommen und 1942 weiterverkauft. Die gesetzlichen Erben verlangten aber die Geldsumme, die sie Frau Peer-Leva überlassen hatten, sowie eine Summe, die dem Wert der Aktien entsprach, zurück. Der Streit zog sich über viele Jahre weiter, bis schließlich das Bundesgericht entscheiden musste.